# MTV Extra
MTV Extra foi um canal de música pertencente a MTV Networks Europe. Foi lançada em 1 de julho de 1999 na plataforma Sky Digital, e era uma mistura de videoclipes e reprises da programação da MTV. Próximo ao fim seu fechamento, os reprises foram suspensos e iniciou a exibição apenas de videoclipes sob o nome "Pure Music", com a exibição da MTV Dance à noite. A MTV Dance foi lançada em seu próprio canal em 20 de abril de 2001, e a MTV Hits substituiu a MTV Extra em 1 de maio de 2001.
Em 2005, a Viacom propôs dois canais ao Conseil supérieur de l'audiovisuel para obter uma licença para transmitir na televisão digital terrestre gratuita francesa: Nickelodeon e MTV Extra. A Viacom não encontrou um parceiro francês e a CSA preferiu projetos de grupos franceses.